# Jerónimo Pou

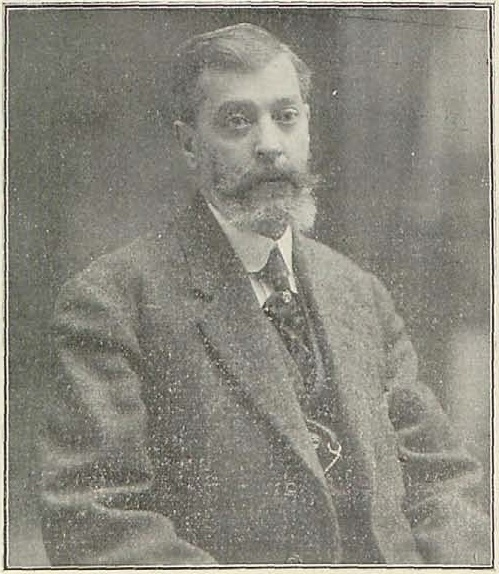
Jerónimo Pou Magraner, abogado, jefe del partido reformista y exsenador, Baleares, Revista quincenal ilustrada, Palma, 30 de noviembre de 1922.

Jerónimo Pou y Magraner (Palma de Mallorca, ? - 1922) fue un abogado, dramaturgo y político republicano español. Miembro del Partido Republicano Democrático Federal, lo abandonó y fue el principal organizador del Partido de Unión Republicana de Mallorca en 1896 y fundador y director del diario La Unión Republicana (desde 1896 hasta 1904) y fundador de El Ideal.
Ocupó los cargos de concejal en el ayuntamiento de Palma de Mallorca en 1897 y en 1901, presentándose a las elecciones españolas de 1901 sin ser elegido. Diputado provincial en 1911, formó parte de la Conjunción Republicano-Socialista en 1910-1912, pero luego la abandonó y, en 1913, con Melquiades Álvarez, y fundó en Mallorca el Partido Reformista. En 1917-1918 se unió al Bloc Assembleista, coincidiendo con su elección como senador por la circunscripción electoral de Baleares.
Como autor destacan sus obras Los viejos verdes y Juzgar por indicios.